# Huskvarna centralskola
Huskvarna centralskola fanns som högre folkskola och läroverk mellan 1896 och 1966 för att därefter bli Alfred Dalinskolan.

## Historia
Skolan hade från 1896 namnet Huskvarna högre folkskola för att 1911 ombildas till Huskvarna kommunala mellanskola och 1932 till Huskvarna samrealskola.  1951 inledde skolan, som en av Sveriges första, försök med 9-årig enhetsskola. Sista gången någon avlade realexamen vid skolan var 1961. Samma år infördes ett statligt "försöksgymnasium" på skolan, som från 1966 bytte namn till Gymnasiet vid Alfred Dalinskolan. 1970 flyttades gymnasiet över till Sandagymnasiet. 
Studentexamen gavs från 1964 till 1968 och realexamen från 1914 till 1961.